# Остапенко Василь Макарович
Васи́ль Мака́рович Оста́пенко (2 червня 1937, Созонівка — 18 квітня 2012, Кіровоград) — Заслужений працівник культури України (1984), член Національної спілки художників України, член Національної спілки театральних діячів України, член Всесвітньої організації діячів театру ляльок.

## Життєпис
Народився 2 червня 1937 року на Одещині.
У 1963 закінчив Одеське державне театральн-художнє  технічне училище.
Працював художником-постановником Ставропольської крайової студії телебачення, потім Кіровоградської обласної студії телебачення. 3 1970 головний художник Кіровоградського обласного театру ляльок. Творчій манері властиві риси народності і сучасності.
Член Національної спілки художників України, член Національної спілки театральних діячів України, член Всесвітньої організації діячів театру ляльок.
Помер 18 квітня 2012 року в Кіровограді.

## Творчість
Створив ескізи та макеті до понад 150 вистав класичного та сучасного репертуару, українських та зарубіжних авторів у театрах України і Росії:  «Горбоконик», «Івасик-Телесик», «Сонячний промінь», «Кіт у чоботях»», «Золотий ключик», «Колобок» та інших. 
Учасник виставок театрального мистецтва у Києві, Москві, Празі, Ташкенті, Тбілісі.
Твори знаходяться у фондах Українського музею театрального мистецтва, Центрального музею УШМА, Кіровоградського краєзнавчого музею, Національного музею Чехії.
Дипломант обласних, республіканських та зарубіжних театральних фестивалів.

## Нагороди
- Звання "Заслужений працівник культури Української РСР".